# مشوق

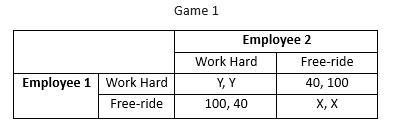
دستمزد دو کارمندی که به یک پروژه گروهی اختصاص داده شده‌اند و با انتخاب کار سخت یا سواری رایگان مواجه شده‌اند.

انگیزه (به انگلیسی: Incentive) عاملی است که منجر به انجام کارها یا محاسبه‌هایی می‌شود که نتیجهٔ آن ترجیح یک انتخاب به انتخابی دیگر است. مشوق می‌تواند غیرمادی، مادی، مالی یا غیر مالی باشد و در علم اقتصاد و جامعه‌شناسی بررسی می‌شود.